# Energia totale
In fisica l'energia totale di un sistema è la somma di tutte le sue componenti energetiche.

## Meccanica classica
Nei problemi di meccanica classica, l'energia totale assume fondamentalmente il significato di somma dell'energia cinetica e dell'energia potenziale:
{\displaystyle E=E_{K}+U\ }
tale relazione ha valenza generale, e si estende anche a sistemi fisici non macroscopici, per i quali l'energia potenziale U non dipende in generale dal campo gravitazionale.

## Termodinamica
In termodinamica l'energia totale di un sistema termodinamico è la somma dei contributi traslazionali, vibrazionali, rotazionali ed elettronici delle particelle costituenti il sistema, ma non comprende l'energia al punto zero (energia fondamentale posseduta a 0 K), diversamente dall'energia interna che ne tiene conto.
Energia totale = Energia interna- Energia interna a T0
L'energia interna a T0 è l'energia a 0 K, quando cioè i moti traslazionali, vibrazionali e rotazionali delle particelle costituenti il sistema cessano, ed è dovuta soltanto alla struttura interna degli atomi.
Quando {\displaystyle U_{0}=0} l'energia totale corrisponde all'energia interna.

## Meccanica statistica
In meccanica statistica l'energia totale di un sistema (insieme canonico) è uguale a:
{\displaystyle E=\sum _{i}\varepsilon _{i}\cdot N_{i}}
dove:
- {\displaystyle \varepsilon _{i}} = energia del livello i - energia del livello 0
- {\displaystyle N_{i}} = numero di particelle del livello i

L'energia totale è anche uguale a:
{\displaystyle E=\langle E\rangle \cdot N_{tot}}
dove:
- {\displaystyle \langle E\rangle } = energia media
- {\displaystyle N_{tot}} = numero totale di particelle del sistema

Esprimendola in funzione della funzione di partizione l'energia totale è:
{\displaystyle E=-{\frac {\partial \ln Z}{\partial \beta }}}

## Energia totale relativistica
In teoria della relatività ristretta l'energia totale è data da Energia a riposo + Energia cinetica.
{\displaystyle E=m_{0}c^{2}+K=\gamma m_{0}c^{2}\ }
dove:
{\displaystyle K=(\gamma -1)m_{0}c^{2}\ }